# Gare de Watermael
La gare de Watermael (en néerlandais : station Watermaal), est une gare ferroviaire belge de la ligne 161 de Schaerbeek à Namur, située sur le territoire de la commune de Watermael-Boitsfort en Région de Bruxelles-Capitale.
Elle est mise en service en 1860 par la Grande compagnie du Luxembourg.
C'est une halte voyageurs de la Société nationale des chemins de fer belges (SNCB), desservie par des trains Suburbains (S).

## Situation ferroviaire
Établie à 82 mètres d'altitude, la gare de Watermael est située au point kilométrique (PK) 9,160 de la ligne 161 de Schaerbeek à Namur, entre les gares de Etterbeek et de Boitsfort.

## Histoire
La station de Watermael est mise en service le 1er mai 1860 par la Grande compagnie du Luxembourg.
Le bâtiment voyageurs est construit en 1884 par l'architecte Émile Robert, travaillant pour les Chemins de fer de l'État belge, qui l'a conçue à partir d'un plan-type[réf. nécessaire].
Les bandeaux de brique de cette gare ont inspiré le peintre Paul Delvaux qui habitait non loin de là et l'a représentée maintes fois sur ses tableaux. Devenus invisibles lorsque la gare fut repeinte en blanc, ils apparaissent à nouveau depuis la rénovation du bâtiment.
Vers 1907, dans le cadre des travaux de construction de la ligne 26 (qui ne fut achevée qu'en 1926), plusieurs ponts de la future ligne sont construits tandis que la ligne 161 est dédoublée entre Bruxelles-Quartier-Léopold et Watermael (le dédoublement de la ligne 161 aurait dû se poursuivre plus au sud mais le projet ne sera entrepris qu'au XXIe siècle). C'est à cette occasion que le passage à niveau, qui jouxtait directement la gare, de la rue d'Ixelles (actuelle avenue de Visé et rue du Roitelet) est remplacé par un pont sous la ligne 161. Ce passage souterrain s'élargit à sa sortie au moyen d'une série d'anneaux concentriques ; disposition rendue nécessaire par une importante bifurcation routière à cet endroit (jusque dans les années 1950/1960, le seul accès à la place Keym se faisait par la rue du Roitelet). L'ancien tracé de la rue d'Ixelles a été conservé pour accéder à la gare de Watermael et prit le nom de place des Arcades (ainsi nommée en raison du viaduc de la ligne 26).
En 1933, la station de Watermael devient une dépendance de la station d'Etterbeek. Elle devient une halte.
Dans les années 2010, en raison du manque de place lors de la mise à quatre voies de la ligne pour les travaux RER, les nouveaux quais, surhaussés et allongés ont été construits plus loin en direction de la gare de Boisfort. Le second quai latéral est entré en fonction en 2020. Les rails de la section à quatre voies ne sont cependant pas encore tous posés.

## Service des voyageurs

### Accueil
Halte SNCB, c'est un point d'arrêt non géré (PANG) à accès libre.

### Desserte
Watermael, est une gare en zone Brupass (ex-zone MTB), elle est desservie par des trains Suburbains (S), sur la relation S8 : Bruxelles-Midi - Ottignies / Louvain-la-Neuve,.
Elle se trouve à proximité immédiate de la gare des Arcades située sur la ligne 26 et desservie une fois par heure, uniquement en semaine, par des trains S7 de la relation Hal - Malines.
La desserte de la gare de Watermael comprend, en semaine, un train S8 par heure dans chaque sens reliant Bruxelles-Midi à Louvain-la-Neuve (certains sont limités à Ottignies). Un de ces trains a pour point de départ Grammont au lieu de Bruxelles-Midi (le matin) et circule entre Ottignies et Grammont via Hal et Enghien (l’après-midi).
Les week-ends et jours fériés, la desserte comprend également un train par heure dans chaque sens mais ceux-ci sont limités à Ottignies.

### Intermodalité
Elle est desservie par la ligne de bus STIB n° 41.

## Comptage voyageurs
Ce graphique et tableau montre le nombre de voyageurs embarquant en moyenne durant la semaine, le samedi et le dimanche.
| Nombre de passagers qui embarquent à la gare de Watermael | Nombre de passagers qui embarquent à la gare de Watermael | Nombre de passagers qui embarquent à la gare de Watermael | Nombre de passagers qui embarquent à la gare de Watermael |
|                                                           | Semaine                                                   | Samedi                                                    | Dimanche                                                  |
| --------------------------------------------------------- | --------------------------------------------------------- | --------------------------------------------------------- | --------------------------------------------------------- |
| 1977                                                      | 301                                                       | 40                                                        | 3                                                         |
| 1978                                                      | 280                                                       | 33                                                        | 19                                                        |
| 1979                                                      | 242                                                       | 73                                                        | 50                                                        |
| 1980                                                      | 225                                                       | 66                                                        | 56                                                        |
| 1981                                                      | 247                                                       | 68                                                        | 56                                                        |
| 1982                                                      | 209                                                       | 50                                                        | 55                                                        |
| 1983                                                      | 219                                                       | 108                                                       | 48                                                        |
| 1984                                                      | 225                                                       | 60                                                        | 62                                                        |
| 1985                                                      | 217                                                       | 74                                                        | 72                                                        |
| 1986                                                      | 188                                                       | 65                                                        | 56                                                        |
| 1987                                                      | 245                                                       | 87                                                        | 104                                                       |
| 1988                                                      | 165                                                       | 115                                                       | 41                                                        |
| 1989                                                      | 267                                                       | 96                                                        | 41                                                        |
| 1990                                                      | 152                                                       | 47                                                        | 32                                                        |
| 1991                                                      | 172                                                       | 50                                                        | 46                                                        |
| 1992                                                      | 209                                                       | 71                                                        | 49                                                        |
| 1993                                                      | 169                                                       | 77                                                        | 60                                                        |
| 1994                                                      | 177                                                       | 76                                                        | 43                                                        |
| 1995                                                      | 154                                                       | 84                                                        | 73                                                        |
| 1996                                                      | 145                                                       | 76                                                        | 40                                                        |
| 1997                                                      | 162                                                       | 81                                                        | 57                                                        |
| 1998                                                      | 144                                                       | 66                                                        | 51                                                        |
| 1999                                                      | 163                                                       | 72                                                        | 52                                                        |
| 2000                                                      | 186                                                       | 82                                                        | 72                                                        |
| 2001                                                      | 197                                                       | 65                                                        | 40                                                        |
| 2002                                                      | 167                                                       | 56                                                        | 56                                                        |
| 2003                                                      | 178                                                       | 88                                                        | 50                                                        |
| 2004                                                      | 188                                                       | 104                                                       | 67                                                        |
| 2005                                                      | 250                                                       | 92                                                        | 73                                                        |
| 2006                                                      | 183                                                       | 130                                                       | 62                                                        |
| 2007                                                      | 172                                                       | 65                                                        | 54                                                        |
| 2008                                                      | -                                                         | -                                                         | -                                                         |
| 2009                                                      | 232                                                       | 75                                                        | 63                                                        |
| 2010                                                      | -                                                         | -                                                         | -                                                         |
| 2011                                                      | -                                                         | -                                                         | -                                                         |
| 2012                                                      | 188                                                       | 70                                                        | 82                                                        |
| 2013                                                      | 146                                                       | 62                                                        | 60                                                        |
| 2014                                                      | 182                                                       | 65                                                        | 85                                                        |
| 2015                                                      | 191                                                       | 106                                                       | 78                                                        |
| 2016                                                      | 245                                                       | 73                                                        | 49                                                        |
| 2017                                                      | 200                                                       | 98                                                        | 72                                                        |
| 2018                                                      | 185                                                       | 79                                                        | 66                                                        |
| 2019                                                      | 194                                                       | 129                                                       | 133                                                       |
| 2020                                                      | 157                                                       | 142                                                       | 114                                                       |
| 2021                                                      | -                                                         | -                                                         | -                                                         |
| 2022                                                      | 218                                                       | 175                                                       | 162                                                       |
| 2023                                                      | 308                                                       | 206                                                       | 193                                                       |
| 2024                                                      | 336                                                       | 212                                                       | 136                                                       |

### Galerie d'images

Installations de la gare en 2016
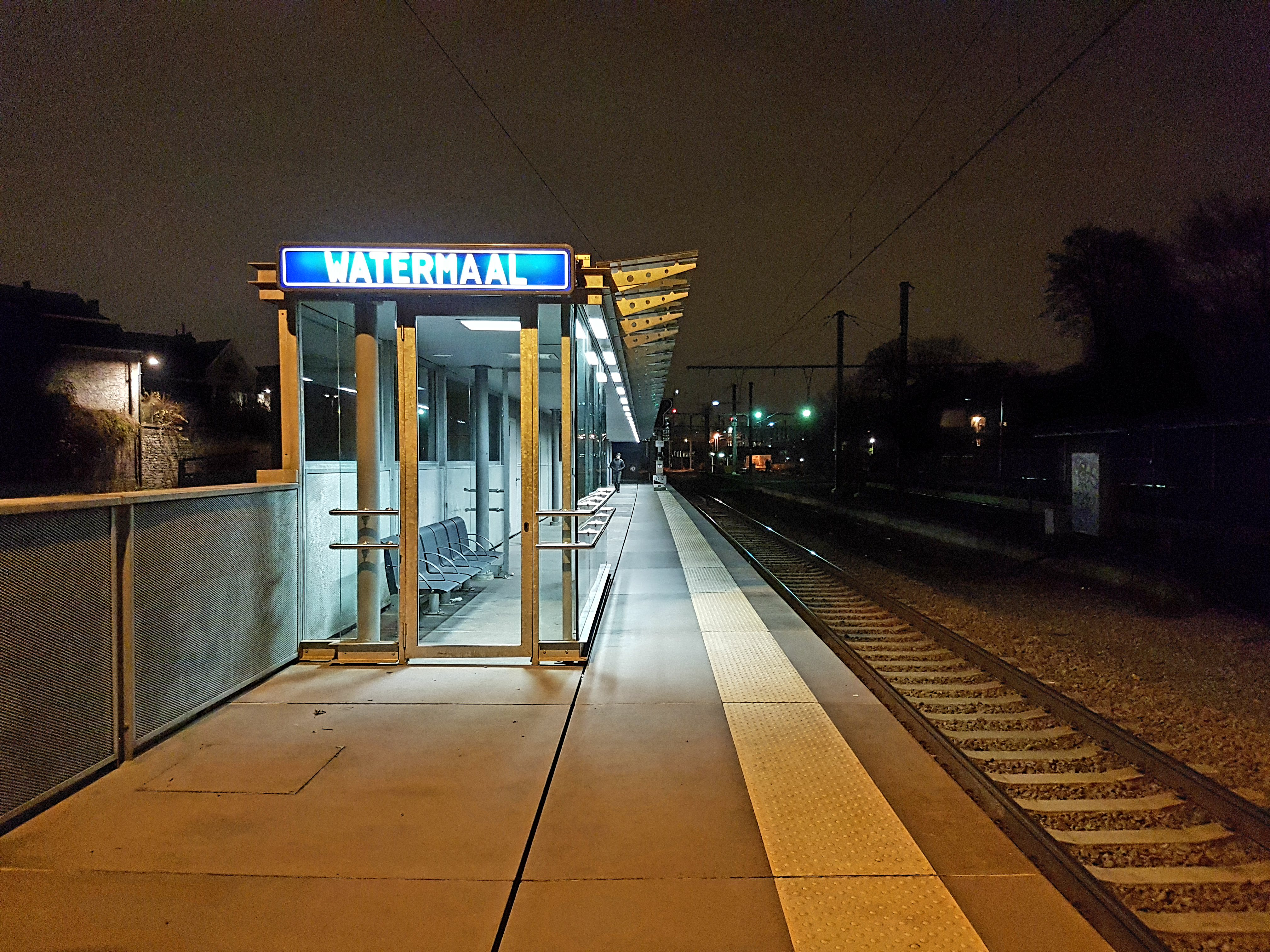
Abri de quai.
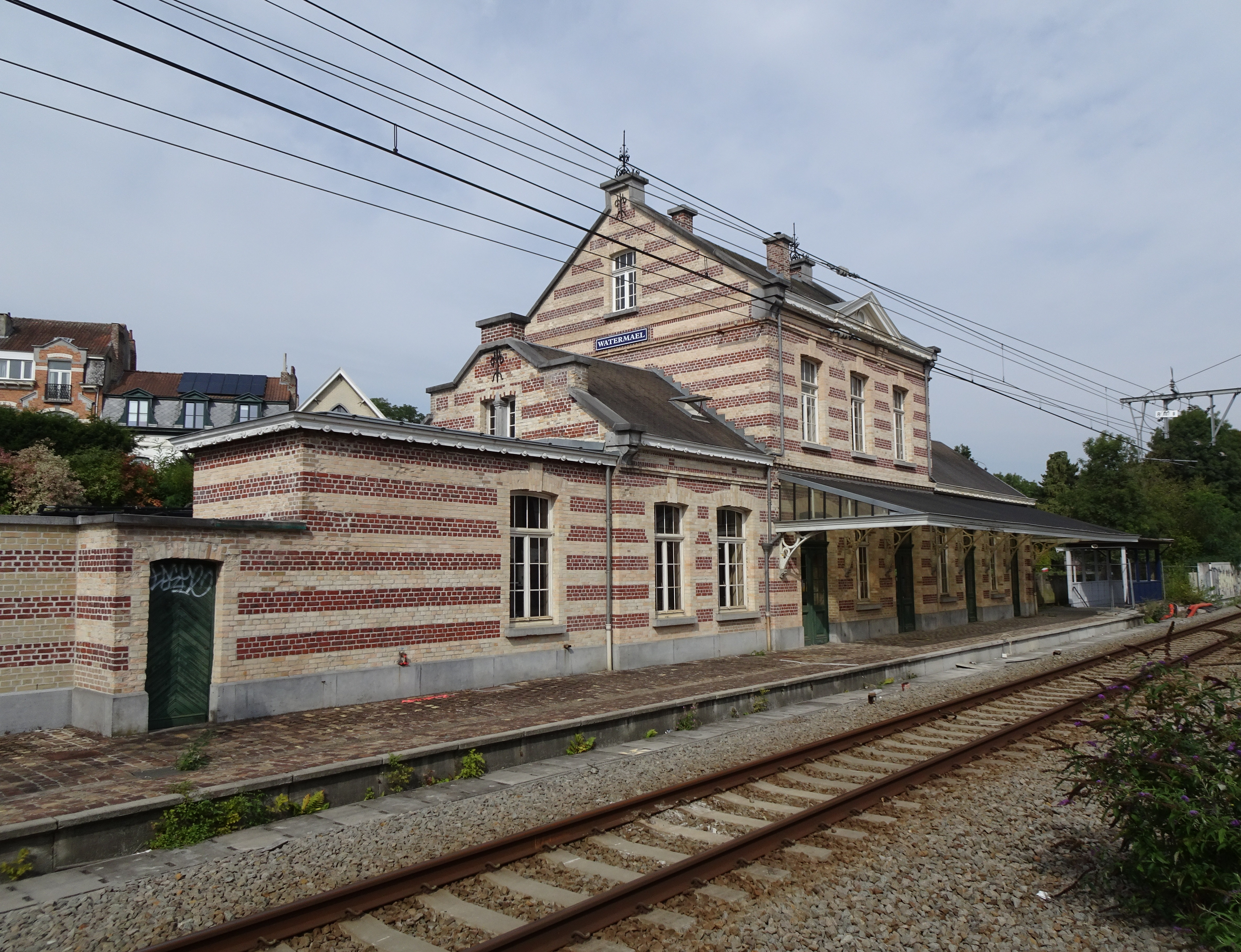
Bâtiment de la gare.
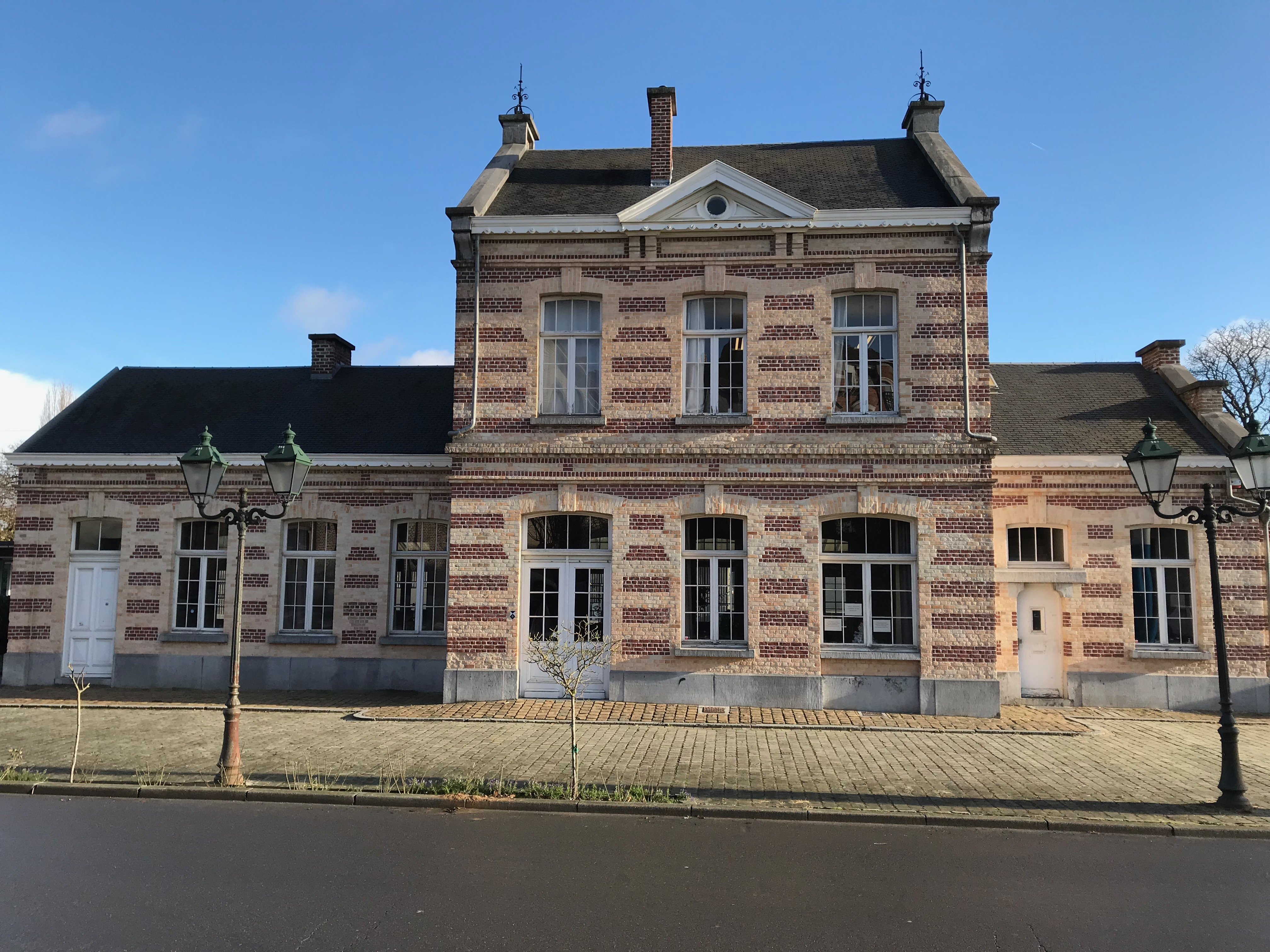
Bâtiment côté rue.
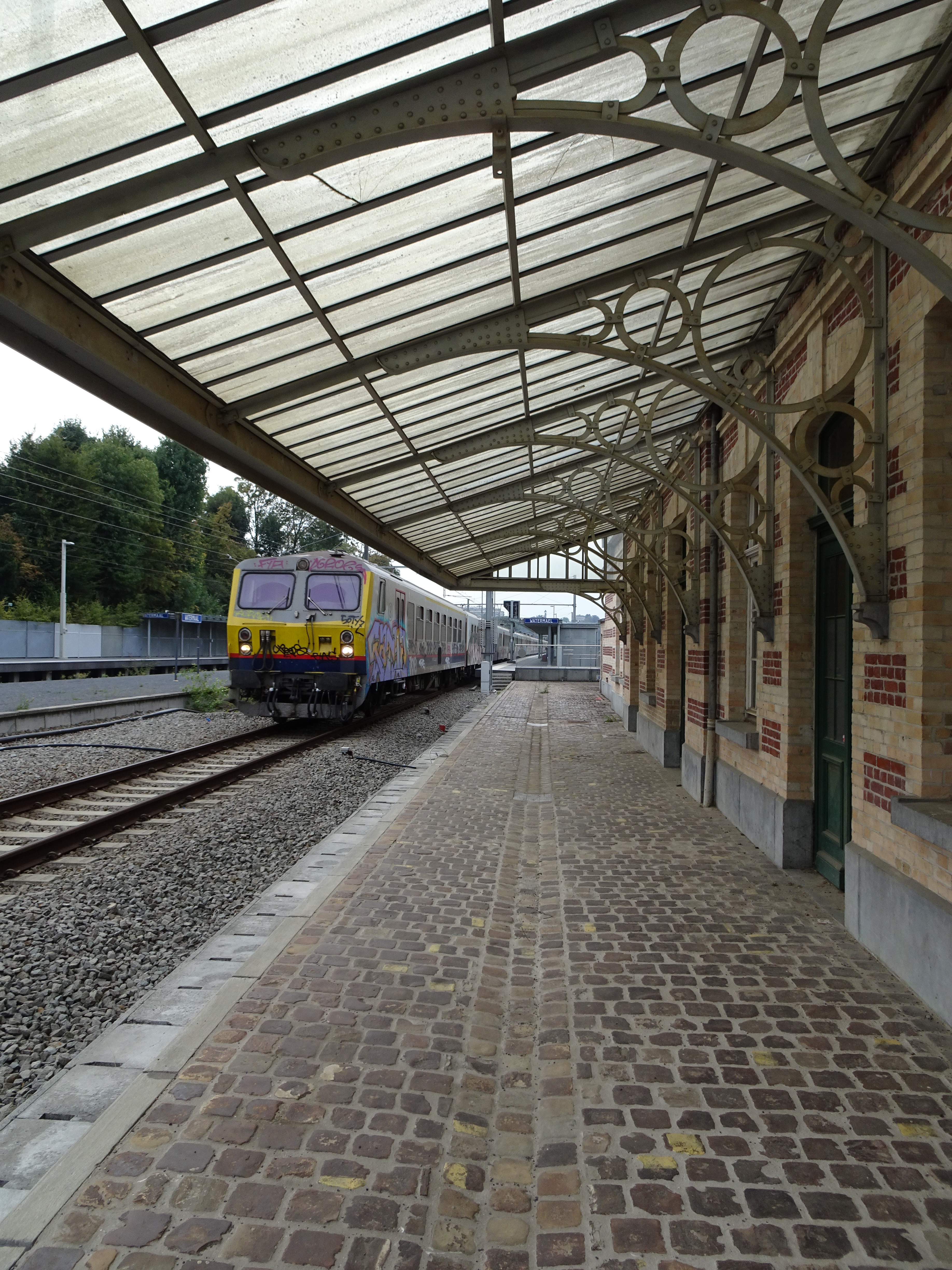
Marquise du bâtiment.
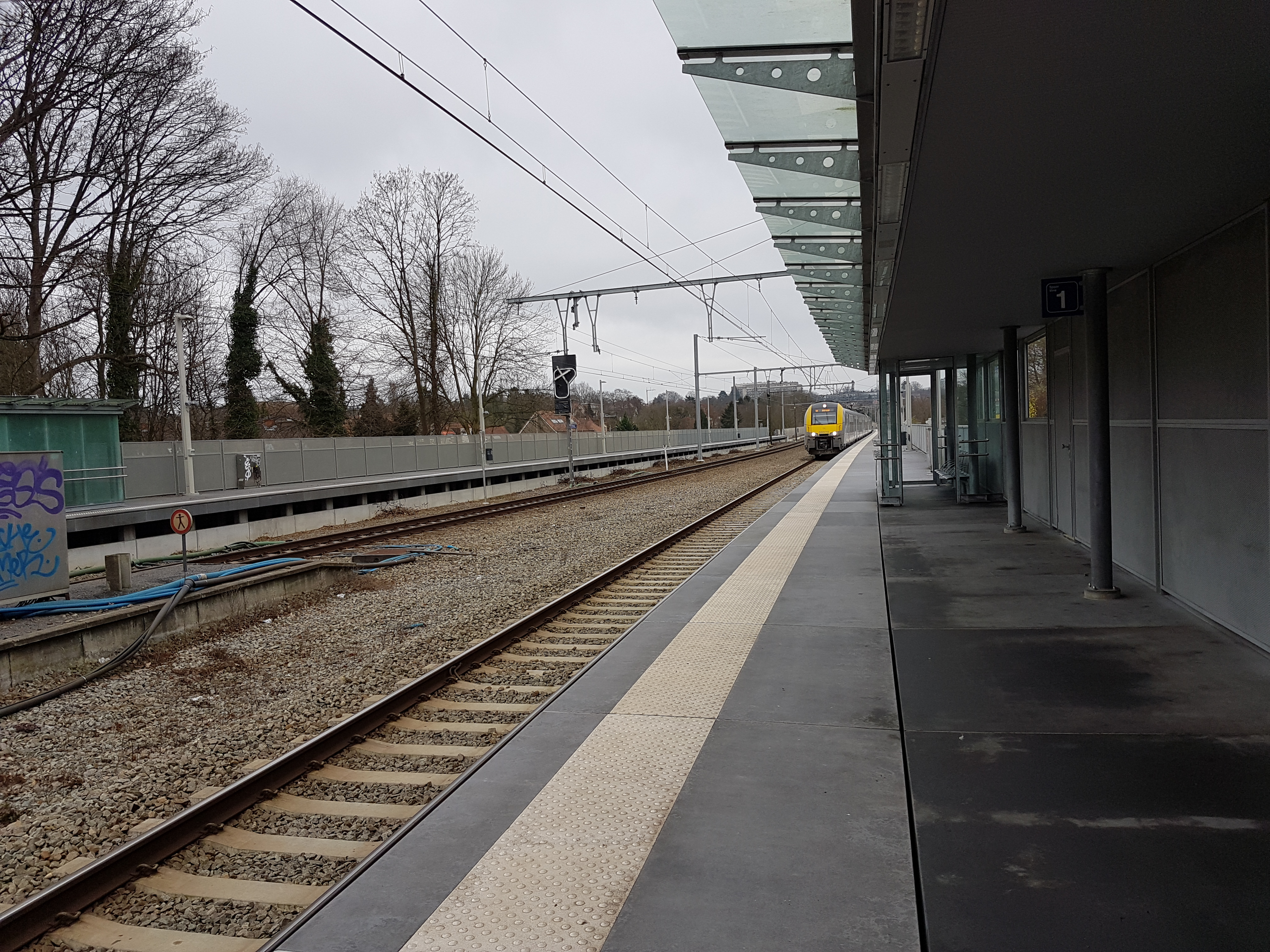
Voie n°1 et nouveau quai.
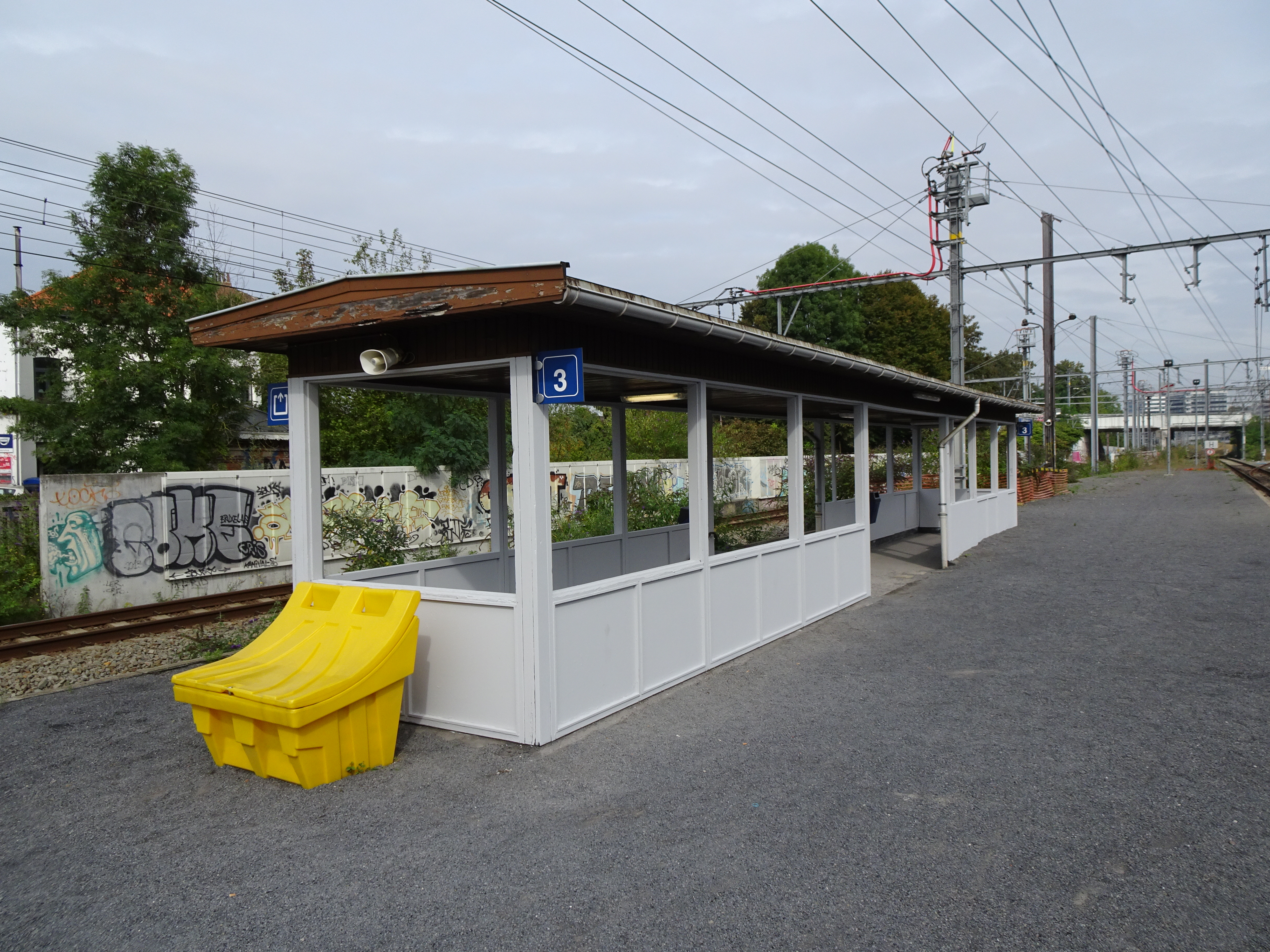
Quai central et ancien souterrain.

## Patrimoine ferroviaire
L'ancien bâtiment voyageurs a fait l'objet d'une restauration en 1999-2000 et est actuellement utilisé comme salle polyvalente par le Service Culture de la Commune de Watermael-Boitsfort.